# Irina Bara
Irina Maria Bara (n. 18 martie 1995, Ștei, România) este o jucătoare profesionistă de tenis din România. Cea mai bună clasare a sa la simplu este locul 104 mondial, la 18 aprilie 2022 și la dublu, locul 56, la 13 mai 2019. A câștigat primul titlu WTA la dublu la Transylvania Open 2021, alături de Ekaterine Gorgodze.

## Cariera
A fost campioană națională la junioare la dublu în 2008 și 2009.
Cea mai bună clasare a Irinei Bara în clasamentul WTA la simplu este 112, poziție ocupată la 28 iunie 2021. La 13 mai 2019, s-a situat pe cel mai bun loc la dublu din carieră, numărul 56 mondial. Bara a câștigat nouă turnee ITF la simplu și 29 ITF la dublu, majoritatea pe zgură.
Ea și-a făcut debutul pe tabloul principal al WTA Tour la Bucharest Open 2015, în proba de dublu, în parteneriat cu Buzărnescu, în timp ce primul ei meci într-un eveniment de simplu a fost doi ani mai târziu, la același turneu, când ea, ca jucător wildcard, a pierdut în primul tur cu Aliaksandra Sasnovich.

## Finale ITF (34–27)

### Simplu (9–8)
| Legendă            |
| ------------------ |
| Turnee de 100.000$ |
| Turnee de 75.000$  |
| Turnee de 50.000$  |
| Turnee de 25.000$  |
| Turnee de 15.000$  |
| Turnee de 10.000$  |

| Finale după suprafață |
| --------------------- |
| Hard (0–0)            |
| Zgură (9–8)           |
| Iarbă (0–0)           |
| Sintetic (0–0)        |

| Rezultat     | Nr. | Dată               | Categorie | Turneu                              | Suprafață | Adversar                     | Scor                    |
| Câștigătoare | 1.  | 17 iunie 2013      | 10.000    | București, România                  | Zgură     | Laura Ioana Andrei           | 6–4 6–4                 |
| Câștigătoare | 2.  | 9 decembrie 2013   | 10.000    | Antalya, Turcia                     | Zgură     | Hikari Yamamoto              | 6–4, 6–1                |
| Finalistă    | 1.  | 14 iulie 2014      | 10.000    | Galați, România                     | Zgură     | Patricia Maria Țig           | 6–7(3–7), 6–3, 2–6      |
| Câștigătoare | 3.  | 9 noiembrie 2014   | 10.000    | Antalya, Turcia                     | Zgură     | Melis Sezer                  | 6–3, 6–2                |
| Finalistă    | 2.  | 17 noiembrie 2014  | 10.000    | Antalya, Turcia                     | Zgură     | Kristína Schmiedlová         | 3–6, 2–6                |
| Câștigătoare | 4.  | 6 aprilie 2015     | 10.000    | Pula, Italia                        | Zgură     | Stefania Rubini              | 6–1, 7–5                |
| Câștigătoare | 5.  | 25 mai 2015        | 10.000    | Antalya, Turcia                     | Zgură     | María Fernanda Álvarez Terán | 6–7(3–7), 6–1, 6–0      |
| Finalistă    | 3.  | 1 iunie 2015       | 10.000    | Galați, România                     | Zgură     | Diana Buzean                 | 3–6, 6–4, 3–6           |
| Finalistă    | 4.  | 27 septembrie 2015 | 10.000    | Varna, Bulgaria                     | Zgură     | Isabella Shinikova           | 6–7(2–7), 4–6           |
| Finalistă    | 5.  | 6 martie 2016      | 10.000    | Tarragona, Spania                   | Zgură     | Joséphine Boualem            | 6–7(4–7), 7–6(7–1), 2–6 |
| Finalistă    | 6.  | 20 martie 2016     | 10.000    | Hammamet, Tunisia                   | Zgură     | Isabella Shinikova           | 1–6, 6–4, 6–7(2–7)      |
| Câștigătoare | 6.  | 10 aprilie 2016    | 10.000    | Hammamet, Tunisia                   | Zgură     | Tamara Zidanšek              | 6–3, 6–3                |
| Câștigătoare | 7.  | 17 septembrie 2016 | 25,000    | Hódmezővásárhely, Ungaria           | Zgură     | Dejana Radanović             | 7–5, 6–4                |
| Finalistă    | 7.  | 30 aprilie 2017    | 25,000    | Pula Italia                         | Zgură     | Giulia Gatto-Monticone       | 6–3, 5–7, 4–6           |
| Câștigătoare | 8.  | 20 mai 2017        | 25,000    | Båstad, Suedia                      | Zgură     | Kathinka von Deichmann       | 7–6(8–6), 4–6, 6–2      |
| Finalistă    | 9.  | 26 noiembrie 2017  | $25,000+H | Valencia, Spania                    | Zgură     | Olga Danilović               | 5–7, 6–4, 6–0           |
| Finalistă    | 10. | 15 aprilie 2018    | $60.000   | Indian Harbour Beach, Statele Unite | Zgură     | Caroline Dolehide            | 4–6, 5–7                |

### Doubles (25–19)
| Legendă            |
| ------------------ |
| Turnee de 100.000$ |
| Turnee de 75.000$  |
| Turnee de 50.000$  |
| Turnee de 25.000$  |
| Turnee de 15.000$  |
| Turnee de 10.000$  |

| Finale pe surfațe |
| ----------------- |
| Hard (2–2)        |
| Zgură (22–12)     |
| Iarbă (0–0)       |
| Sintetic (0–0)    |

| Rezultat     | Dată               | Categorie | Turneu                              | Suprafață | Adversare             | Scor                                            |                       |
| ------------ | ------------------ | --------- | ----------------------------------- | --------- | --------------------- | ----------------------------------------------- | --------------------- |
| Finalistă    | 10 decembrie 2012  | 10.000    | Antalya, Turcia                     | Zgură     | Ioana Loredana Roșca  | Justine De Sutter Katerina Stewart              | 5–7, 4–6              |
| Câștigătoare | 8 aprilie 2013     | 10.000    | Antalya, Turcia                     | Hard      | Diana Buzean          | Beatriz Haddad Maia Bárbara Luz                 | 7–5, 6–1              |
| Finalistă    | 15 aprilie 2013    | 10.000    | Antalya, Turcia                     | Hard      | Diana Buzean          | Andrea Benítez Carla Forte                      | 2–6, 4–6              |
| Câștigătoare | 8 iulie 2013       | 10.000    | Iași, România                       | Zgură     | Diana Buzean          | Anita Husarić Kateryna Sliusar                  | 6–2, 6–1              |
| Câștigătoare | 5 august 2013      | 10.000    | Arad, România                       | Zgură     | Diana Buzean          | Cristina Adamescu Ana Bianca Mihaila            | 6–4, 6–3              |
| Câștigătoare | 19 august 2013     | 10.000    | București, România                  | Zgură     | Ioana Loredana Roșca  | Raluca Elena Platon Patricia Maria Țig          | 6–4, 6–4              |
| Câștigătoare | 7 octombrie 2013   | 10.000    | Ruse, Bulgaria                      | Zgură     | Eva Wacanno           | Lina Gjorcheska Camelia Hristea                 | 6–1, 6–2              |
| Câștigătoare | 16 decembrie 2013  | 10.000    | Antalya, Turcia                     | Zgură     | Conny Perrin          | Gabriela Talabă Patricia Maria Țig              | 6–3, 6–1              |
| Finalistă    | 27 ianuarie 2014   | 10.000    | Antalya, Turcia                     | Zgură     | Diana Buzean          | Sviatlana Pirazhenka Alyona Sotnikova           | 5–7, 6–1, [7–10]      |
| Finalistă    | 11 mai 2014        | 10.000    | Bol, Croația                        | Zgură     | Raluca Elena Platon   | Pernilla Mendesova Patricia Maria Țig           | retrase               |
| Finalistă    | 27 iulie 2014      | 10.000    | Palić, Serbia                       | Zgură     | Camelia Hristea       | Lina Gjorcheska Elizaveta Ianchuk               | 4–6, 1–6              |
| Câștigătoare | 4 august 2014      | 10.000    | Arad, România                       | Zgură     | Diana Buzean          | Lina Gjorcheska Camelia Hristea                 | 4–6, 7–5, [10–6]      |
| Câștigătoare | 30 august 2014     | 25,000    | Mamaia, România                     | Zgură     | Andreea Mitu          | Georgia Crăciun Patricia Maria Țig              | 6–4, 6–1              |
| Câștigătoare | 19 septembrie 2014 | 25,000    | Dobrich, Bulgaria                   | Zgură     | Andreea Mitu          | Réka-Luca Jani Isabella Shinikova               | 7–5, 7–6              |
| Câștigătoare | 9 noiembrie 2014   | 10.000    | Antalya, Turcia                     | Zgură     | Melis Sezer           | Lisa Ponomar Shakhlo Saidova                    | retrase               |
| Finalistă    | 16 noiembrie 2014  | 10.000    | Antalya, Turcia                     | Zgură     | Melis Sezer           | Valeria Prosperi Arina Folts                    | 6–3, 6–7(4–7), [5–10] |
| Câștigătoare | 8 December 2014    | 10.000    | Antalya, Turcia                     | Zgură     | Diana Buzean          | Magdalena Stoilkovska Elke Tiel                 | 6–2, 6–4              |
| Finalistă    | 9 februarie 2015   | 10.000    | Palma Nova, Spania                  | Zgură     | Ágnes Bukta           | Amanda Carreras Alice Savoretti                 | 4–6, 1–6              |
| Câștigătoare | 16 februarie 2015  | 10.000    | Palma Nova, Spania                  | Zgură     | Ágnes Bukta           | Ana Bianca Mihăilă Gabriela Pantůčková          | 6–1, 6–1              |
| Câștigătoare | 23 februarie 2015  | 10.000    | Palma Nova, Spania                  | Zgură     | Ágnes Bukta           | Kim Grajdek Akvilė Paražinskaitė                | 6–2, 6–4              |
| Finalistă    | 30 martie 2015     | 10.000    | Pula, Italia                        | Zgură     | Lilla Barzó           | Claudia Giovine Kimberley Zimmermann            | 6–7(4–7), 3–6         |
| Câștigătoare | 6 aprilie 2015     | 10.000    | Pula, Italia                        | Zgură     | Oana Georgeta Simion  | Margot Yerolymos Kimberley Zimmermann           | 7–5, 6–4              |
| Câștigătoare | 20 aprilie 2015    | 25,000    | Pula, Italia                        | Zgură     | Mihaela Buzărnescu    | Corinna Dentoni Claudia Giovine                 | 6–3, 2–6, [10–4]      |
| Finalistă    | 25 mai 2015        | 10.000    | Antalya, Turcia                     | Zgură     | Tea Faber             | Franțasca Palmigiano Carla Touly                | 4–6, 0–6              |
| Finalistă    | 8 iunie 2015       | 25,000    | Galați, România                     | Zgură     | Diana Buzean          | Cristina Dinu Lina Gjorcheska                   | 4–6, 2–6              |
| Finalistă    | 25 septembrie 2015 | 10.000    | Varna, Bulgaria                     | Zgură     | Isabella Shinikova    | Julieta Lara Estable Ana Victoria Gobbi Monllau | 7–5, 4–6, [10–4]      |
| Câștigătoare | 4 martie 2016      | 10.000    | Tarragona, Spania                   | Zgură     | Alyona Sotnikova      | Georgina García Pérez Olga Sáez Larra           | 7–5, 3–6, [10–8]      |
| Câștigătoare | 4 aprilie 2016     | 10.000    | Hammamet, Tunisia                   | Zgură     | Alice Bacquie         | Ines Ibbou Kelia Le Bihan                       | 6–1, 6–0              |
| Finalistă    | 16 mai 2016        | 10.000    | Båstad, Suedia                      | Zgură     | Melanie Stokke        | Emilie Francati Cornelia Lister                 | 2–6, 4–6              |
| Finalistă    | 4 iunie 2016       | 25,000    | Hódmezővásárhely, Ungaria           | Zgură     | Lina Gjorcheska       | Laura Pigossi Nadia Podoroska                   | 3–6, 0–6              |
| Finalistă    | 20 iunie 2016      | $25,000   | Lenzerheide, Elveția                | Zgură     | Elyne Boeykens        | Tadeja Majerič Aleksandrina Naydenova           | 5–7, 6–1, [8–10]      |
| Câștigătoare | 2 iulie 2016       | $25,000   | Toruń, Polonia                      | Zgură     | Valeria Savinykh      | Akgul Amanmuradova Valentyna Ivakhnenko         | 6–3, 4–6, [10–7]      |
| Câștigătoare | 6 august 2016      | $25,000   | Bad Saulgau, Germania               | Zgură     | Oleksandra Korashvili | Nicola Geuer Anna Zaja                          | 7–5, 4–6, [10–4]      |
| Finalistă    | 3 septembrie 2016  | $25,000   | Mamaia, România                     | Zgură     | Mihaela Buzărnescu    | Vivien Juhászová Kateřina Kramperová            | 6–7(3–7), 6–2, [7–10] |
| Finalistă    | 17 septembrie 2016 | 25,000    | Hódmezővásárhely, Ungaria           | Zgură     | Elena Bogdan          | Conny Perrin Chantal Škamlová                   | 4–6, 2–6              |
| Câștigătoare | 23 octombrie 2016  | $100.000  | Sharm el-Sheikh, Egipt              | Hard      | Alona Fomina          | Guadalupe Pérez Rojas Jil Teichmann             | 6–2, 6–1              |
| Finalistă    | 17 februarie 2017  | 15,000    | Perth, Australia                    | Hard      | Prarthana Thombare    | Junri Namigata Riko Sawayanagi                  | 6–7(5–7), 6–4, [9–11] |
| Câștigătoare | 30 aprilie 2017    | 25,000    | Pula, Italia                        | Zgură     | Tereza Mrdeža         | Sara Cakarevic Nicoleta Dascălu                 | 6–4, 6–2              |
| Câștigătoare | 13 mai 2017        | 25,000    | Dunakeszi, Ungaria                  | Zgură     | Mihaela Buzărnescu    | Daiana Negreanu Oana Georgeta Simion            | 1–6, 6–1, [10–3]      |
| Câștigătoare | 3 septembrie 2017  | 60.000    | Dunakeszi, Ungaria                  | Zgură     | Chantal Škamlová      | Alexandra Cadanțu Tereza Smitková               | 7–6(9–7), 6–4         |
| Câștigătoare | 17 septembrie 2017 | 80.000    | Biarritz, Franța                    | Zgură     | Mihaela Buzărnescu    | Cristina Bucșa Isabelle Wallace                 | 6–3, 6–1              |
| Finalistă    | 24 septembrie 2017 | 60.000    | Saint Malo, Franța                  | Zgură     | Mihaela Buzărnescu    | Diana Marcinkevica Daniela Seguel               | 3–6, 3–6              |
| Câștigătoare | 14 aprilie 2018    | 60.000    | Indian Harbour Beach, Statele Unite | Zgură     | Sílvia Soler Espinosa | Jessica Pegula Maria Sanchez                    | 6–4, 6–2              |

## Legături externe
- Irina Bara la Women's Tennis Association
- Irina Bara la International Tennis Federation